# 원평초등학교 해간분교
원평초등학교 해간분교는 경상남도 통영시 용남면 해간길 71 (장평리)에 있었던 초등학교 분교이다.

## 연혁
- 1948.03.01 설립인가
- 1949.02.01 원평국민학교 해간분교장 개교
- 1951.09.01 1학급 배정 인가
- 1972.11.17 신축 교사 준공
- 1983.04.01 2학급 배정 인가
- 1996.03.01 원평초등학교 해간분교장
- 1999.09.01 폐교